# José Antonio Mora
José Antonio Mora Otero né le 22 novembre 1897 à Montevideo et mort au même le 26 janvier 1975  était un avocat et diplomate uruguayen. Il fut secrétaire général de l'Organisation des États américains entre 1956 et 1968. Avant de se retirer de la politique, Mora a été ministre des Relations étrangères de l'Uruguay, ministre principal responsable des Relations internationales, de 1971 à 1972.